# Matthias Jahn (Fußballspieler)
Matthias Jahn (* 13. Dezember 1948 in Forst (Lausitz)) ist ein ehemaliger deutscher Fußballspieler, der 1969/70 für die BSG Stahl Eisenhüttenstadt in der DDR-Oberliga, der höchsten Spielklasse im DDR-Fußball, spielte. Jahn ist vierfacher DDR-Juniorennationalspieler.

## Sportliche Laufbahn
In seiner Jugend spielte Jahn von 1958 bis 1964 bei der BSG Einheit Forst. Ab 1964 spielte Matthias Jahn in der Juniorenmannschaft der Betriebssportgemeinschaft (BSG) Energie Cottbus. Im Herbst 1966 wurde er in den Kader der DDR-Juniorennationalmannschaft aufgenommen. Zwischen Oktober und November 1966 bestritt er als Stürmer vier Länderspiele und erzielte im Spiel Rumänien – DDR (2:1) den Ehrentreffer seiner Mannschaft. In der Saison 1967/68 wurde er erstmals in der DDR-Liga-Mannschaft der BSG Energie eingesetzt. Er entwickelte sich sofort zum Stammspieler, absolvierte 23 der 30 Punktspiele und kam auf sechs Meisterschaftstore. 1968/69 kam er in allen 30 Ligaspielen zum Einsatz, wurde mit 16 Treffern Torschützenkönig der Cottbuser und erreichte Platz drei in Torschützenliste der Staffel Nord in der DDR-Liga.
In der Saison 1969/70 spielte die BSG Stahl Eisenhüttenstadt erstmals in der DDR-Oberliga. Aus diesem Anlass wurde die Mannschaft durch mehrere neue Spieler verstärkt, unter ihnen war auch der 20-jährige Matthias Jahn. Nachdem dieser am 5. Spieltag zu seinem ersten Oberligaeinsatz gekommen war, bot ihn danach Trainer Manfred Fuchs regelmäßig als Stürmer auf, sodass Jahn bis zum Saisonende auf 20 Punktspieleinsätze kam. In der Begegnung des 20. Spieltages BSG Stahl – Hallescher FC erzielte er mit dem 2:0-Endstand sein einziges Oberligator. Nachdem Stahl Eisenhüttenstadt die Saison als Absteiger beendet hatte, stellte der DDR-Fußballverband anschließend zahlreiche Verstöße gegen die Spielordnung durch Funktionäre und Spieler fest und versetzte die BSG in die drittklassige Bezirksliga. Vier Spieler, unter ihnen auch Matthias Jahn wurden mit einer einjährigen Sperre belegt. Stahl Eisenhüttenstadt schaffte den sofortigen Aufstieg in die DDR-Liga, für die Jahn ab 1971/72 wieder spielberechtigt war. Er kam jedoch nur in vier Punktspielen zum Einsatz. Seinen Stammplatz eroberte er sich in der Spielzeit 1972/73 zurück, in der er 20 der 22 Punktspiele bestritt und mit sieben Treffern wieder Torschützenkönig der Stahl-Mannschaft wurde.
Nach einer einsatzlosen Saison 1973/74 wechselte der 25-jährige Jahn zum Bezirksligisten Chemie Guben. Gleich in seiner ersten Saison stieg er 1975 in die viertklassige Bezirksklasse ab, erreichte aber umgehend den Wiederaufstieg. 1986 stieg Chemie Guben mit Jahn als Spielertrainer in die DDR-Liga auf. 37-Jährig beendete Jahn danach seine Laufbahn als Leistungsfußballer und assistierte Roland Hammer als Co-Trainer.